# Kinnekulle Ring
 Kinnekulle Ring  er en motorsportsbane beliggende ved Kinnekulle i Götene kommun i Västra Götalands län i Sverige. Banen blev etableret i 1969
58°32′46″N 13°23′56″Ø / 58.54611°N 13.39889°Ø